# 안드레 에카르트

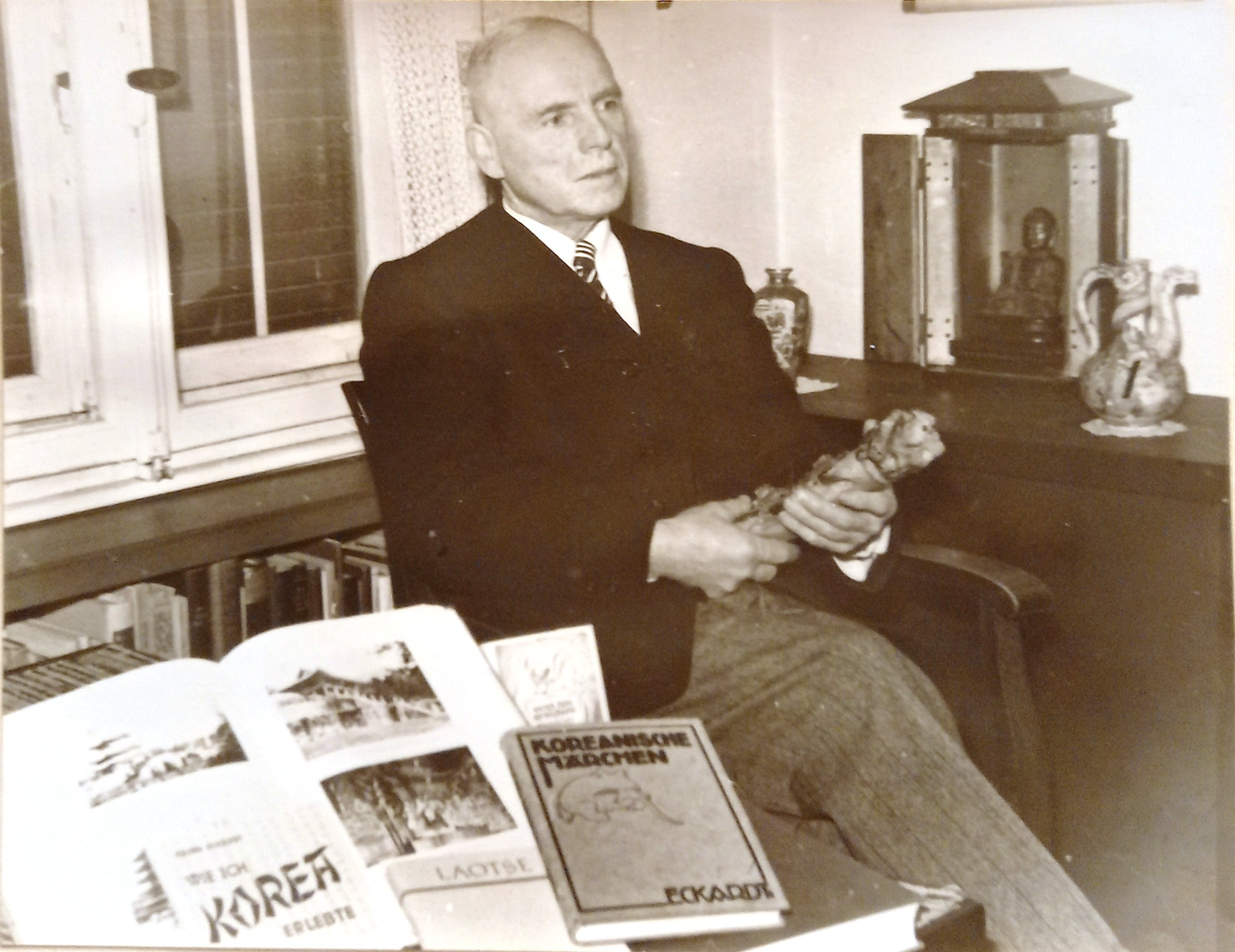

안드레 에카르트(독일어: Andre Eckardt, 1884∼1974, 아명: 오토 루드비히 에카르트 독일어: Otto Ludwig Eckardt, 한국 이름: 옥낙안 玉樂安)는 독일 및 세계  한국학의 창시자이자 한국의 언어, 미술, 음악, 문화, 역사에 관한 여러 기본 저서의 저자다. 그는 성 베네딕도회의 신부였다. 수도명은 안드레아스 (독일어: Andreas)이었으며 그후에 안드레를 본명으로 택했다.
20년 간의 한국 체류 기간(1909~1929) 동안 에카르트는 한국어 연구에 전념했으며 한국 문화, 특히 한국 미술의 여러 분야를 체계적으로 연구했다. 그후 한국에서 돌아온 에카르트는 북독에 위치한 브라운슈바이크(Braunschweig)에 새로 설립된 국제교육과학연구소에서 부소장 겸 동아시아 부서장을 역임했다. 1933년 나치에 의해 연구소가 폐쇄된 후, 그는 남독 바이에른 (Bayern) 고향으로 돌아가 생애 말년까지 한국문화에 관한 연구와 뮌헨대학교 동아시아 세미나에서의 강의 활동을 통해 한국학 연구의 초석을 다졌다.

## 생애
에카르트는 요한 니콜라우스 에카르트(Johann Nikolaus Eckardt)와 바르바라 에카르트(Barbara Eckardt, 혼전 성 베르 Bähr) 사이에서 태어났다. 아버지는 화가이자 고등학교의 미술교사였고, 어머니로부터 음악 재능을 받았다고 한다.
1905년 뮌헨 대학교에서 철학, 종교학, 미술사, 민속학을 공부한 후 에카르트는 수련자로 상트 오틸리엔 베네딕도회 수도원에 합류했다. 1909년에 그는 사제로 서품되었다.
1909년 12월 말, 에카르트는 한국 땅을 밟았다. 그의 첫 활동 장소는 서울 백동(현 혜화동 지역)에 새로 지어진 작은 성 베네딕도 수도원(1913년부터 아빠스좌 수도원)이었다. 1920년까지 독일 성 베네딕도회 신부들의 선교 활동은 한국에서의 수도원 생활에 초점을 두었다. 수도원에는 실업교육을 실시하는 숭공학교(崇工學敎)와 사범교육을 실시하는 숭신학교(崇信學校)가 있었고 에카르트는 초등학교 및 중학교 교사 교육을 담당했다. (그 당시에 에카르트가 한국어로 저술한 화학과 물리학 교재는 상트 오틸리엔 선교 박물관에 전시 되어 있음.) 일본 당국의 촉구로 사범학교가 문을 닫게 된 후, 에카르트는 한국어와 한국문화 연구에 더욱 몰두했다.
1920년부터 한국에 있는 독일 성 베네딕도회 선교사의 새로운 임무는 선교 활동이었다. 그들의 선교 지역은 한국 북동부에서부터 만주의 넓은 지역까지 뻗어 있었다. 중심지는 처음에는 동해안의 함경남도 원산시였으며, 1926년부터는 인근에 새로 건립된 덕원(德源)수도원이었다 (덕원이라는 이름은 에카르트가 지었다고 함). 에카르트가 자신의 경험 보고서인 Wie ich Korea erlebte (1950/조선, 지극히 아름다운 나라)에서 보고한 바와 같이, 그는 그때에 먼 길을 말을 타고 다녀야 했다. 1923년부터 그는 서울 경성대학교에서 그리스어, 라틴어 및 미술사에 대한 강의도 했다.
에카르트는 1928/29년경에 독일로 귀국했다. 1930년에 뷔르츠부르크 (Würzburg)대학교에서 Das Schulwesen in Korea (한국의 학교제도)이라는 논문으로 박사학위를 받았다. 이 무렵에 에카르트는 그와 다른 4명의 신부들과 당시 상트 오틸리엔 수도원 총아빠스인 노르베르트 베버(Norbert Weber)와의 연대 의식으로 제출한 사제 면제로 수도원을 나오게 되었지만 그 이후에도 그는 가톨릭 사상의 바탕 위에 기존 수도원 상트 오틸리엔과 평생 좋은 관계를  유지했다. 1931년에 그는 북독의 브라운슈바이크 공과 대학교에 속한 국제 교육 과학 연구소에 동아시아 담당자 및  부소장으로 임명되었다. 이 연구소는 나치의 집권 후 1933년에 폐쇄되었다.
에카르트는 남독의 슈타른베르크 (Starnberg)에 있는 자택에서 연구 활동을 계속했다. 브라운슈바이크 연구소에서의 업무와 제2차 세계 대전 때에 모든 세계의 민족과 문화 간의 의사소통을 가능하게 하는 문자를 창조하는 것이 그의 간절한 소원이었다: "획일적인 문자가 없다는 것이 특히 고통스럽다." 그는 사포 (Safo = 의미 문자)라는 패시그래피를 개발했다.
제2차 세계 대전 중에 에카르트는 동아시아 언어에 대한 광범위한 지식으로 인해 군 복무에 징집되었다. 1944년에 그는 교황의 동의로 마리안네 (애칭: 리아) 로트 (Marianne (Ria) Roth, 1902~1990)와 결혼했다.
전쟁 후 에카르트는 민중고등학교(Volkshochschule)의 발전에 열정적으로 참여하면서 온 독일에 수 많은, 한국 문화를 대상으로 한 강연을 했다. 1957년부터 1973년 12월까지 뮌헨대학교 동아시아 세미나에서 한국학 관련 강의를 맡았다. 그의 전임자는 이미륵(1899~1950)이었다. 에카르트는1973년에 한국심포니 (Korea Sinfonie)를 완성하고 1974년 1월 3일 별세했다.

## 의의
에카르트의 한국학에 대한 중요성은 한국 언어, 예술, 음악, 문학, 철학 여러 분야에 관한 수 많은, 기초를 세우는 학술 저서 때문이다. 이는 역사적 상황으로 인해 두 측면에서 특별한 의미를 갖고 있다. 즉, 선행 연구가 거의 없거나 전혀 없으므로 서양뿐만 아니라 한국에서도 에카르트의 연구가 하나의 출발점으로 봐도 과언이 아니다. 또한 에카르트의 한국에 대한 저서는 일제 강점기인데도 불구하고 한국 문화를 서양에서 완전히 자주 독립적인 문화로 소개한 바이다. 이러한 공로로 그는 1962년 윤보선 대통령으로부터 대한민국 문화훈장을 포상했다. 북한에서도 에카르트의 한국에 대한 공로가 잊혀지지 않았다.
그의 가장 뛰어난 저서 중에 2권으로 된 Koreanische Konverstionsgrammatik(조선어회화 문법, 1923)과 더불어 Geschichte der koreanischen Kunst (조선미술사, 1929)가 현저하다. 후자의 저서는 같은 1929년에 영문판 A History of Korean Art, 1995년 일본어 朝鮮美術史로, 그리고 2003년에 정교한 한국어 번역본 (에카르트의 조선미술사)으로 출판되었다.
조선미술사 영어판과 독일어판이 같은 해, 즉 1929년 동시에 나온 것은 현저하다. 그 이유에 대하여 에카르트는《조선미술사》에서 다음과 같은 설명을 썼다. "[온 세계의 학계에서]  ' 조선미술은 존재하는가' 라고 질문을 던질 정도였다." 그리고 "조선 미술에 관한 통사(通史)를 저술하는 것은, 아직까지 아시아 언어나 유럽언어로 결코 시도된 적이 없었다." 이라고 적었다. 온 세계에 잘못 알려진 이 사실을 바꾸기 위한 가장 효과적인 방법으로는 바로 영어판과 독일어판을 동시에 출판한 것이다.
에카르트는 현재 유네스코 세계문화유산으로 등재된 고구려 시대(기원전 37년~서기 668년) 왕릉의 고고학적 발굴에 크게 관여했으며 1900년경 완전히 파괴된 상태로 재발견된 석굴암의 재건에 에카르트의 제안이 많은 도움을 주었다.
한국에서 20년 동안 머물며 전국에서 식물을 모아서 400여 개의 식물을 포함하는, 학술적 값어치가 높은 표본집도 에카르트는 남겼다. 2013년까지 상트 오틸리엔 수도원에 약 100년간 보관된 후 다시 한국에 온 이 식물 표본도 에카르트의 광법위한 학술적 관심을 증명한다.
에카르트는 또한 Korea Sinfonie(한국교향곡, 작품번호 21, 길이 약 25분)를 포함하는 광범위한 음악 작품을 남겼다. 이 작품은 서거 후, 1994년 9월 10일, 이건수 지휘 하에 고려대학교 관현악단이 세계 초연을 했다. 이 음악 작품의 특징은 에카르트가 한국에 머물 때의 음악을 작곡에 활용했는데 이 음악 자체가 일제강점기와 한국전쟁 혼란 이후 잊혀졌다가 에카르트의 심포니를 통해서 다시 살렸다는 점이다. 또한 이 작품에서 한국 고유의 음악적 요소를 서양악기에 접목, 재현한 것 역시 매우 성공적인 것으로 평가된다.
1993년 서울 영풍문고에서 에카르트의 저서, 그림, 악보, 사진 등을 처음으로 공개하는, 많은 관심을 일으킨 전시회가 독일대사관과 호암 아트갤러리 후원으로 개최되었다.

## 저서 (단행본)
논문과 서평은 『에카르트의 조선미술사』, Koreanica 와 홍미숙 논문 (아래에 참조)에 기록 되어 있음.

### 한국에 대한 저서
- Koreanische Konversations-Grammatik mit Lesestücken und Gesprächen [조선어회화문법], Heidelberg: Groos 1923, 422 p.
- Koreanische Konversations-Grammatik mit Lesestücken und Gesprächen: Schlüssel, Übersetzungen [조선어 회화 문법: 부록], Heidelberg: Groos 1923, 206 p. / 2권 재인쇄 서울: 탑출판사 1977 (역대한국문법대계, 8).
- Geschichte der koreanischen Kunst [조선미술사], Leipzig: Hiersemann 1929, 225 p. (영어 번역본 : A History of Korean Art, J.M. Kindersley, M.A. Oxon 역, London: Goldstone 1929, 225 p.) / 영어판을 기준으로 한 일어 번역본 : 『朝鮮美術史』, 한연대 역, Tōkyō: Akashi Shoten 1995, 406 p. / 독일어 원본을 기준으로 한 한국어 번역본 : 『에카르트의 조선미술사: 의미를 밝혀 알린 최초의 통사』, 권영필 역, 파주시: 열화당 2003, 390 p.
- Ursprung der koreanischen Schrift [한글의 원천], Tokyo: Dt. Ges. f. Natur- u. Völkerkunde Ostasiens / Leipzig: Asia major 1928, 63 p. (Mitteilungen d. Dt. Ges. f. Natur- u. Völkerkunde Ostasiens, 22 C).
- Koreanische Musik [한국의 음악], Tokyo: Dt. Ges. f. Natur- u. Völkerkunde Ostasiens / Leipzig: Asia major 1930, 63 p. (Mitteilungen d. Dt. Ges. f. Natur- u. Völkerkunde Ostasiens, 24 B).
- Das Schulwesen in Korea [한국의 학교제도] [박사논문], Würzburg 1930, 103 p.
- Koreanische Märchen: Zwischen Halla- und Päktusan [한국 전래 동화: 한라산과 백두산 사이에], St. Ottilien: Missionsverlag [1928?], 135 p.
- Wie ich Korea erlebte, Frankfurt/Main: Lutzeyer 1950, 125 p. (한국어 번역본: 『조선, 지극히 아름다운 나라: 독일인 옥낙안이 본 근대 조선인의 삶』) , 이기숙 역, 파주 살림 2010, 174 p.)
- Unter dem Odongbaum: Koreanische Sagen, Märchen und Fabeln, während eines zwanzigjährigen Aufenthalts in Korea gesammelt  [오동나무 아래: 한국에서 20년 동안 살면서 모은 민담], Eisenach / Kassel: Röth 1952, 181 p.
- Die Ginsengwurzel: Koreanische Sagen, Volkserzählungen und Märchen, während eines zwanzigjährigen Aufenthalts in Korea gesammelt [인삼 뿌리: 한국 민담], Eisenach / Kassel: Röth 1955, 164 p.
- Koreanica: Festschrift Professor Dr. Andre Eckardt zum 75. Geburtstag  [75 생일 축하 논문집], hrsg. August Riekel, Baden-Baden: Lutzeyer 1960, 182 p.
- Korea: Geschichte und Kultur [한국: 역사와 문화], Baden-Baden: Blömer 1960, 100 p. / 2. erg. Aufl. Freudenstadt: Eurobuch-Verl. 1968, 100 p.
- Grammatik der koreanischen Sprache [한국어문법], Heidelberg: Groos 1965, 5. Aufl. 1984, 201 p.
- Philosophie der Schrift [문자의 철학], Heidelberg: Groos 1965, 256 p.
- Studien zur koreanischen Sprache [한국어에 대한 탐구], Heidelberg: Groos 1965, 226 p.
- Koreanisch und Indogermanisch: Untersuchungen über die Zugehörigkeit des Koreanischen zur indogermanischen Sprachfamilie [한국어와 인도유럽어조], Heidelberg: Groos 1966, 240 p.
- Geschichte der koreanischen Literatur [한국문학사], Stuttgart: Kohlhammer 1968, 152 p.
- Musik, Lied, Tanz in Korea [한국의 음악, 가요, 무용], Bonn: Bouvier 1968, 168 p. (Abhandlungen zur Kunst-, Musik- und Literaturwissenschaft, 51).
- Wörterbuch der deutsch-koreanischen Sprache [독-한 사전], Heidelberg: Groos 1969, 208 p.; 3. Aufl. 1987, 208 p.
- Wörterbuch der koreanisch-deutschen Sprache [한-독 사전], Heidelberg: Groos 1971, 331 p.; 3. Aufl. 1986, 331 p.
- Korea [한국], Nürnberg: Glock u. Lutz 1972, 343 p. (Kultur der Nationen, 29).
- Koreanische Keramik [한국 도자기], Bonn: Bouvier 1970, 151 p. (Abhandlungen zur Kunst-, Musik- und Literaturwissenschaft, 93).

### 기타 저서(중국, 일본, 베트남, 종교, 철학)
- China: Geschichte und Kultur [중국: 역사와 문화], Baden-Baden: Blömer 1959, 108 S. (Wissen ist Macht, A 1), 	2. erg. Aufl. Freudenstadt: Eurobuch-Verl. 1968, 108 p.
- Vietnam: Geschichte und Kultur [베트남: 역사와 문화],  Tiên-Hũ'u Nguyên, Freudenstadt / Darmstadt: Wiss. 	Buchges. 1968, 187 p.
- Japan: Geschichte und Kultur [일본: 역사와 문화], Baden-Baden: Blömer 1960, 108 p. (Wissen ist Macht A, 3), 	Freudenstadt: Eurobuch-Verl. 1968, 108 p.
- Das Buch von der großen Weisheit: Laotse [노자: 큰 진리의 책], Frankfurt/Main: Lutzeyer 1950. 53 Bl.; 2. Aufl. 	1956 53 Bl. (Besitz der Erde, 2).
- Laotse: Unvergängliche Weisheit [노자: 사라지 지않은 지리] , München 1957, 46 p. (Glauben u. Wissen, 18).
- Laotses Gedankenwelt: Nach dem Tao-te-king [노자의 사상계], Baden-Baden 1957, 186 p.
- Kreuzgedanken [십자의 사상], Starnberg: Schraml 1965, 28 Bl.
- Frohbotschaft Jesu Christi: Evangelienharmonie [예수 크리스토의 복음], München: Ars sacra 1931, 446 p.
- Höhenflug: Werkgedanken für unsere deutsche Jugend [우리 독일 청소년을 위한 교육 사상], Starnberg/See 1932, 58 p.
- Philosophie der Schrift [문자 철학], Heidelberg: Groos 1965, 256 p.
- 'Unserem Mitgliede Franz Eckert, dem Pionier deutscher Musik in Japan zum Gedächtnis' [음악가 프란츠 에케르트를 기억으로] , Tokyo 1926, 6 p., Mitteilungen d. Dt. Ges. f. Natur- u. Völkerkunde Ostasiens; Bd. 21. zw. D u. E.

## 음악작품[12](작품번호 순)
- op.1.「확신, 다섯 가곡」, 작곡년대: 1925년, 초연: 1942년, 호텔 바이리쉬어 호프 뮌헨 (5 Lieder: Zuversicht, 1925 (Uraufführung Hotel Bayerischer Hof, München 1942).
- op. 2. 귄터 라파엘 작곡가 작 「위대한 진리에 대하여 (노자)」합창단 신포니의 대본, 작성년대: 1957냔, 초연: 1960년, 바이에른 주립 방송국 (Text zur Chor-Sinfonie 'Von der großen Weisheit (Lao-tse)', Komponist Günter Raphael, 1957, Uraufführung Bayerischer Rundfunk 1960).
- op.3. 예수의 수난, 아카펠라, 작곡년대: 1963년 (Passion Jesu Christi, a capella, 1963).
- op 4.「오르겔과 관현악을 위한 안톤 브루크너 찬가」, 작곡년대: 1963년, (연주시간: 30분). (Anton Bruckner Hymmus für Orgel und Orchester, 1963, 30 Min.)
- op. 5. 「세 개의 성당 가곡」, 작곡년대: 1964년. (Drei kirchliche Lieder, 1964).
- op. 6. 「디오니의 귀」, 오페라 3악장, 작곡년대: 1964년 (Das Ohr des Dionys, Oper in 3 Akten).
- op. 7.「십자 생각, 네 개의 성당 가곡」, 작곡년대: 1965년 (Kreuzgedanken, vier kirchliche Lieder, 1965).
- op. 8. 「요한의 환영(幻影)」, (초고: 1968년 8월 25일, 연주시간: 3시간). (Die Vision des Johannes, 1. Entwurf 1968.8.25, 3 Std.).
- op. 9. 「슈트륨포겔, 고성(高聲)을 위한 편곡」, 파울라 슐리어 (덱스트), 작곡년대: 1966년 (Der Strumvogel, Bearbeitung für hohe Stimme, Text: Paula Schlier, 1966).
- op. 10. 「오리온 심포니: 칠성 교향곡, 4악장」, 작곡년대: 1966년 (연주시간: 25분). (Orion-Sinfonie, 4 Sätze, 1966, 25 Min.).
- op. 11. 「오르겔 프랠루디움」, 작곡년대: 1967년 (Orgelpräludium, 1967).
- op. 12.「테너를 위한 4개의 가곡」, 후고 그로테 (덱스트), 작곡년대: 1967년 (4 Lieder für Tenor, Ostern 1971, Hugo Grothe, 1967).
- op. 13.「디오니의 귀」오페라의 아리아, 작곡년대: 1968년 (Arien zur Oper "Das Ohr des Dionys", 1968).
- op. 14.「디오니의 귀」오페라, 우베르뛰르, 작곡년대: 1970년 (Ouvertüre zur Oper "Das Ohr des Dionys", 1970).
- op. 15. 「바이에른 심포니」, (종곡합창이 붙은 대편성 관현악, 교향곡 제2번, 작곡년대: 1970년 (연주시간: 45 분). (Bayern-Sinfonie für großes Orchester mit Schlußchor, Sinfonie Nr. 2, 1970 (45 Min.).
- op. 16. 「세계 민족의 평안」, (대편성 관현악을 위한 곡: 세계 민족평안 심포니, 교향곡 제3번), 작곡년대: 1970년. (Friede den Völkern für großes Orchester: Völkerfriede-Sinfonie, Sinfonie Nr. 3, 1970).
- op. 17. 「베토벤 에드바르트 로찡 (가곡)」, (피아노 반주가 붙은 바리톤), 작곡년대: 1971년 (Beethoven Edvard Lotzing (ein Lied), Bariton mit Klavierbegleitung, 1971).
- op. 18. 「아테네에 성 바오로」, (오르겔과 대편성 관현악을 위한 오라토리오: 바리톤과 합창), 작곡년대: 1971년 (St. Paulus in Athen, Oratorium für Orgel und großes Orchester. Bariton und Chor, 1971).
- op. 19. 「아포테오제 마리엔스」, (단테 알리기에리 파라디조 XXIII 88-139), 작곡년대: 1971 (Apotheose Mariens, Dante Alighieri Paradiso XXIII 88-139, 1971).
- op. 20.「우정 심포니」, (교향곡 제4번, 4악장, 작곡년대: 1972년 (Sinfonie Nr. 4 in 4 Sätzen, Sinfonie der Freundschaft, 1972)
- op. 21. 「코리아 심포니」, (코리아 심포니, 대한민국에 기증하는 코레아 심포니, 교향곡 제5번 종곡합창이 붙은 대편성 관현악, 작곡년대: 1974년 (Korea-Sinfonie, Sinfonie Nr. 5 op. 21 für großes Orchester mit Schlußchor gewidmet der Republik Korea, 1974)

## 전기에 대한 문헌
- 알브레히트 후베, 〈안드레 에카르트 (1884∼1974): 해외 한국학 창시자의 생애와 업적〉, 《김대중 대통령과의 만남: 한반도의 평화, 화해 그리고 통일을 향한 길》, 서울 할림출판사 2003, 246∼258.
- Albrecht Huwe, Wolfram van Stephold, Zum 140. Geburts- und zugleich 50. Todestag von Andre Eckardt (1884–1974) = 안드레 에카르트(Andre Eckardt 1884~1974) 탄생 140주년과 서거 50주년을 맞아서, https://german.korea.net/Events/Overseas/view?articleId=19825 [2024.08.25]

## 다큐
1. [다큐 온] 신부 에카르트의 ‘조선미술사’, 한국의 독창성과 절제미 강조  https://ilyo.co.kr/?ac=article_view&entry_id=423900 [2024.08.25]
2. 나에게로 떠나는 여행: 외국 연구자의 한국미술 연구 _ 권영필 http://115.84.164.9/web/museum/onlineView.do?menuCd=MN00000026&moeId=47 [2024.08.25]
3. 에카르트가 그린 강서대묘 | KBS 220311 방송 https://tv.nate.com/clip/4370927 [2024.08.25]
4. 조선의 1세대 선교사 에카르트 | KBS 220311 방송 https://tv.nate.com/clip/4370937 [2024.08.25]
5. 조선미술을 세계로 전파한 에카르트 | KBS 220311 방송 https://tv.nate.com/clip/4370946 [2024.08.25]
6. [예고] 푸른 눈의 조선인 100년의 러브레터 | KBS 방송 https://tv.nate.com/clip/4364260 [2024.08.25]
7. [다큐온] 100여 년의 세월을 건너 그가 한국을 위해 남긴 애정 어린 기록들을 들여다 본다. "푸른 눈의 조선인, 100년의 러브레타" (KBS20220311 방송) https://www.youtube.com/watch?v=lINAEGy7ULM [2024.08.25]
8. 나에게로 떠나는 여행: 외국 연구자의 한국미술 연구 _ 권영필 http://115.84.164.9/web/museum/onlineView.do?menuCd=MN00000026&moeId=47 [2024.08.25]

## 에카르트 연구, 작곡 활동에 대한 논문과 기사
- 고예진, 원윤희, 〈20세기 독일어권 한국어 교재 『조선어교제문전』과 『한국어 연습서』 비교 연구 = Die Untersuchung der Koreanische Konversation-Grammatik mit Lesestücken und Gesprächen und Übungsbuch der koreanischen Sprache von Andre Eckardt〉, 《독일어문학 Deutsche Sprach- und Literaturwissenschaft (DSL)》 66/2014 (22.3), 1–24.
- 김윤슬, 〈독일인 에카르트의Studien zur koreanischen Sprache(1965)에 대하여〉,《우리말연구》70/2022, 35–61.
- 이은정, 이영석, 〈독일 한국학의 성립과 발전 = Eine Studie zur Entstehung und Entwicklung der Koreanistik in Deutschland〉, 《독일어문학》17.2/2009, 273–297.
- 윤영해, 〈계정식 『한국음악』의 음악학적 의의 - 1930년대 독일 비교음악학계의 연구방법론을 중심으로- = A study on the academic value of the book 『Die Koreanische Musik』, 동양음악40/2016, 187–218.
- 최석희, 〈독일의 한국민담 수용: 안드레 에카르트의 기여 = Zur Rezeption der koreanischen Volksmärchen in Deutschland – der Beitrag von Andre Eckardt〉, 《외국어로서의 독일어》14/2004, 253–270.
- 조효임, 〈안드레 에카르트와「코리아심포니」(Korea-Sinfonie) = The Life of Andreas Andre Eckardt and his 'Korea Symphony' op. 21〉, 《음악과 현실》 8/1994, 102–133. web.donga.ac.kr/swcho/Text/8/007.pdf
- 최엽, 〈한국 근대기 사찰벽화의 전통성과 신경향 = Traditionalism and the New Trends of Temple Wall Paintings in Modern Korea〉, 《미술사학연구》 (구 고고미술) 292/2016, 111–134.
- 홍미숙, 〈안드레아스 에카르트의 한국학 연구와 성과〉, 《한국학연구》 63/2021, 35–77. https://korea.inha.ac.kr/sites/inhakorea/upfiles/tb_kor_study/63/02.pdf
- Phil-young Kim, 〈Beyond Cultural Border: German Missionary in Korea, Koreanologist in Germany, André Eckardt (1884–1974)〉, 《독일연구: 역사 사회》, 40/2019, 251–283. (DOI: 10.17995/kjgs.2019.2.40.251).